# Значне військове товариство
Значне (знатне) військове товариство — привілейований козацький стан у Гетьманщині другої половини XVII–XVIII століть, підпорядкований, у залежності від рангу, особисто гетьманові чи старшині. Остаточно був виділений під час правління І. Самойловича та був військовою шляхтою. Значне товариство, своєю чергою, поділялося на три щаблі: бунчукових, військових та значкових товаришів. Найвпливовіші та найзаможніші представники значного товариства за часів Катерини II перейшли до стану дворянства.

## Історія
Попри поодинокі згадки окремих козаків як значних товаришів ще за часів Хмельницького, до чисельного окремого прошарку суспільства цей стан виділив Самойлович. Беручи до уваги невтішний кінець своїх попередників та мінливість прихильності української громади, новообраний гетьман активно почав формувати каральні загони компанійців та надавати привілеї значному товариствові. Представникам цього стану надавалося право недоторканості звичайних судів, вони отримували у своє володіння маєтності та посполитих, користувалися соціальними пільгами.
Бунчукові товариші підпорядковувалися гетьманові, значкові товариші — полковникові. Військові товариші — особи, котрі наразі не мали «володаря», але володіли значними статками та впливом і, залежно від ситуації, також із часом отримували посаду чи місце в уряді. Своєю чергою, представники значного товариства мали в розпорядженні озброєні загони курінчиків, на котрих також не розповсюджувалися загальні закони Гетьманщини.
Значне військове товариство, на феодальний лад, своїм коштом залучалося до військової служби, до участі в здійсненні владних функцій, старшинських радах, посольствах, ревізіях. Нова шляхта зосереджувала значні земельні володіння, ґуральництво і промисли, тощо. Указом Катерини II від 24 грудня 1784 надання козацьких чинів і звань припинилося, а чинні на той час старшинські посади та ранги було перейменовано на відповідні табельні чини РІ.